# Kádas Tibor
Kádas Tibor (Budapest, 1949. augusztus 18. –) magyar fotográfus.

## Élete
1967-ben érettségizett a Teleki Blanka Gimnáziumban.
1968-tól az MTI Fotó-illusztrációs osztályán világosító (fotóasszisztens). 
Ugyanez év őszétől az Universitas Együttes tagjaként rendszeres látogatójává vált az Egyetemi Színpadnak, ahol a színházi, irodalmi és zenei élet számos jelesével megismerkedett. Ezek közül talán a legmeghatározóbb a Latinovits Zoltánhoz fűződő barátsága. 1968-tól 1977-ig több száz (eddig csak részben publikált) fényképfelvételt készített az Egyetemi Színpadon, illetve más színházakban fellépő művészekről.
1973-ban fényképész szakvizsgát tett. 1974-től az Építésügyi Tájékoztatási Központ Fotó-Mikrofilm Osztályán dolgozott, épület-kivitelezéseket és műemlék-felújításokat dokumentált. 1977-ben az MTA Régészeti Intézetébe került. Régészeti feltárásokon fotózott, helytörténeti sorozatokat készített (Nagykanizsa, Székesfehérvár, Vác, Zalaegerszeg stb.), itt készült képeinek nagy része kiállításokon is szerepelt és megjelent monográfiákban. Számos pályázaton vett részt, díjakat és okleveleket nyert (Budapest Centenáriumi Fotópályázat, MTI Nem-hivatásos fotósok számára kiírt pályázat, A nyomda-, a papíripar és a sajtó dolgozóinak kiállítása, Pécsi Színházi Biennálé). 2009-től nyugdíjas.
2014-ben fényképfelvételeinek nagy részét a Fortepan-gyűjteménynek ajándékozta.
Négy gyermeke van, Gergő (1986), Márk (1989), Réka (1993) és Levente (1995).

## Fontosabb kiállításai
- 1983 „Megközelítések” (régészeti felvételek nagyításai)
- 1984 Zala megye (helytörténeti vándorkiállítás)
- 1990 “Jó pásztorok hagyatéka, zalai faragott emlékek” (néprajzi tárgyak fotói Pap Gábor és Szelestey László válogatásában)
- 2009 Életmű-kiállítás
- 2021-22 "Embernek röpülni boldogság” – Latinovits Zoltán (kiállítás a Bajor Gizi Színészmúzeumban, másokkal közösen)

## Kötetei
- Bíró Friderika - Kádas Tibor: Göcseji Falumúzeum – Zalaegerszeg (Zala Megyei Múzeumok Igazgatósága, 1997)
- Buzás Gergely (szerk.): Medium Regni – Középkori magyar királyi székhelyek (Kádas Tibor és mások fényképfelvételeivel, Nap Kiadó, 1999)
- Fancsalszky Gábor - Kádas Tibor - Siklósi Gyula: Von den Germanen zu den ungarlandischen Deutschen (Codex Print Kft., 2001)
- Forró Katalin - Ottományi Katalin - Simon László (szerk.): "Kincseink" (Kádas Tibor és mások fényképfelvételeivel, Pest Megyei Múzeumok Igazgatósága, 2000)
- F. Tóth Tibor: Tóthné Nagy Amália, a népművészet mestere (Kádas Tibor és mások fényképfelvételeivel, Európai Folklór Intézet, 2001)
- Kádas Tibor: Művészek és művészportrék – Képek az Egyetemi Színpad előadásairól (Dr. Kotász Könyvkiadó, 2022)
- Makkay János: A tiszaszőlősi kincs – Nyomozás egy rézkori fejedelem ügyében (Kádas Tibor fényképfelvételeivel, Gondolat Könyvkiadó, 1985)

- Nánay István: Profán szentély volt (Kádas Tibor és mások fényképfelvételeivel, Alexandra Kiadó, 2007)
- Pap Gábor: Jó pásztorok hagyatéka (Kádas Tibor és mások fényképfelvételeivel, Pódium Műhely Egyesület-Magányos Kiadó, 1993)
- Révész László: A karosi honfoglalás kori temetők (Hapák Lajos és Kádas Tibor fényképfelvételeivel, Herman Ottó Múzeum-Magyar Nemzeti Múzeum, 1996)
- Siklósi Gyula: A középkori Székesfehérvár (Kádas Tibor fényképfelvételeivel, 1987)
- Siklósi Gyula: Egy székesfehérvári fogadó 18-19. századi üveg- és kerámiaanyaga (Kádas Tibor és mások fényképfelvételeivel, é.n.)
- Söptei István (szerk.): Sárvár története (Kádas Tibor és mások fényképfelvételeivel, Sárvár Város Önkormányzata, 2000)
- A vert csipke varázsában (Kádas Tibor és mások fényképfelvételeivel, Európai Folklór Intézet, 2001)
- Vándor László: Bajcsa-vár (Bicskei József, Kádas Tibor és Nikolaus Lackner fényképfelvételeivel, Zala Megyei Múzeumok Igazgatósága, 2002)
- Vörösmarty Imre: Mit ettünk Magyarországon? (Kádas Tibor, Pap Anikó, Szórát Csaba fényképfelvételeivel, Julius Polikultur Bt., é.n.)
- Zomborka Mária (szerk.): A váci egyházmegye ezer esztendeje (Kádas Tibor és Orlik Edit fényképfelvételeivel, Váci Múzeumért Közalapítvány, 2000)